# أمين ثابت أوغلي
أمين ثابت أوغلي محمودوف (بالأذربيجانية: Emin Sabitoğlu) (2 نوفمبر 1937, مدينة باكو، أذربيجان – 18 نوفمبر 2000, مدينة باكو، جمهورية أذربيجان) – هو ملحن أذربيجاني، فنان الشعب ألاذربيجاني، مؤلف عديد من الأغاني المشهورة، ملحن عديد من ألأفلام الأذربيجانية.
يعتبر أحد أكبر عباقرة الموسيقى في التاريخ الأذري.

## حياته
ولد أمين ثابت أوغلي في 2 نوفمبر، عام 1937, في عاصمة باكو، في أسرة كاتب ثابت رحمن.
دخل إلى معهد موسيقى لصف قار قاراييف في عام 1954, بعد تخرج من المدرسة الموسيقى.
نقل إلى صف يوري شابورين في معهد موسيقى الحكومي في موسكو اسمه بيتر إليتش تشايكوفسكي، بين عامين (1956-1961).
وقع ريئس لجمهورية أذربيجان إلهام علييف أمرا عن احتفال بالذكرى السنوية الثمانين لأمين ثابت أوغلي.
إحتفل ليلة بالذكرى السنوية الثمانين عديد من ممثلين فن الموسيقى، الملحن العظيم، فنان الشعب، الحائز على جائزة الدولة، حامل وسام “شهرة“ أمين ثابت أوغلي، فيلهارموني أكاديمى لدولة أذربيجان، في 1 ديسيمبر، عام 2017.

### أسرته
- إبنه لكاتب ثابت رحمن وعصمت خانم إيراونسكي.
- أبها لجيران ماحمودوفة.
- زوجه لمغني خديجة عباسوفا.

## فعاليته
عمل كمحرر موسيقى في إستوديو السينما إسمه «أذربيجانفيلم» عام 1961.
كما عمل كدرس في معهد موسيقى الحكومي بأسم عزير حجيبكوف (حاليا أكاديمية موسيقى باكو)
أكاديمية موسيقى باكو، وفي السنوات اللاحقة قائد فني في فيلهارموني أكاديمى لدولة أذربيجان.
كتب سمفونية، ثلاثة قصائد سيمفونية، ثلاثة كنتاتة، الرباعية التري، قصائد لكمان ولبيانو.
و مؤلف أكثر من 600 أغنية، و 9 كوميديا موسيقية، وحوالي 40 فيلما.
منهما: «أوديا»، «باكو، صباح الخير»، «الجبال»، «إنصاف هو شيء جيدا».
الموسيقى التي كتبها على المسرحيات كانت كبيرة لدرجة أن لا الملحن نفسه يعرف عدده بشكل صحيح.
جنبا إلى جنب مع المسارح العاصمة، ركب موسيقى إلى المسارح سومقاييت، كنجه، لنكران، مينغاشيفير، ناكشيفان.

## جوائزه
- فنان الشعب ألاذربيجاني
- جائزة الدولة في أذربيجان الاشتراكية السوفيتية

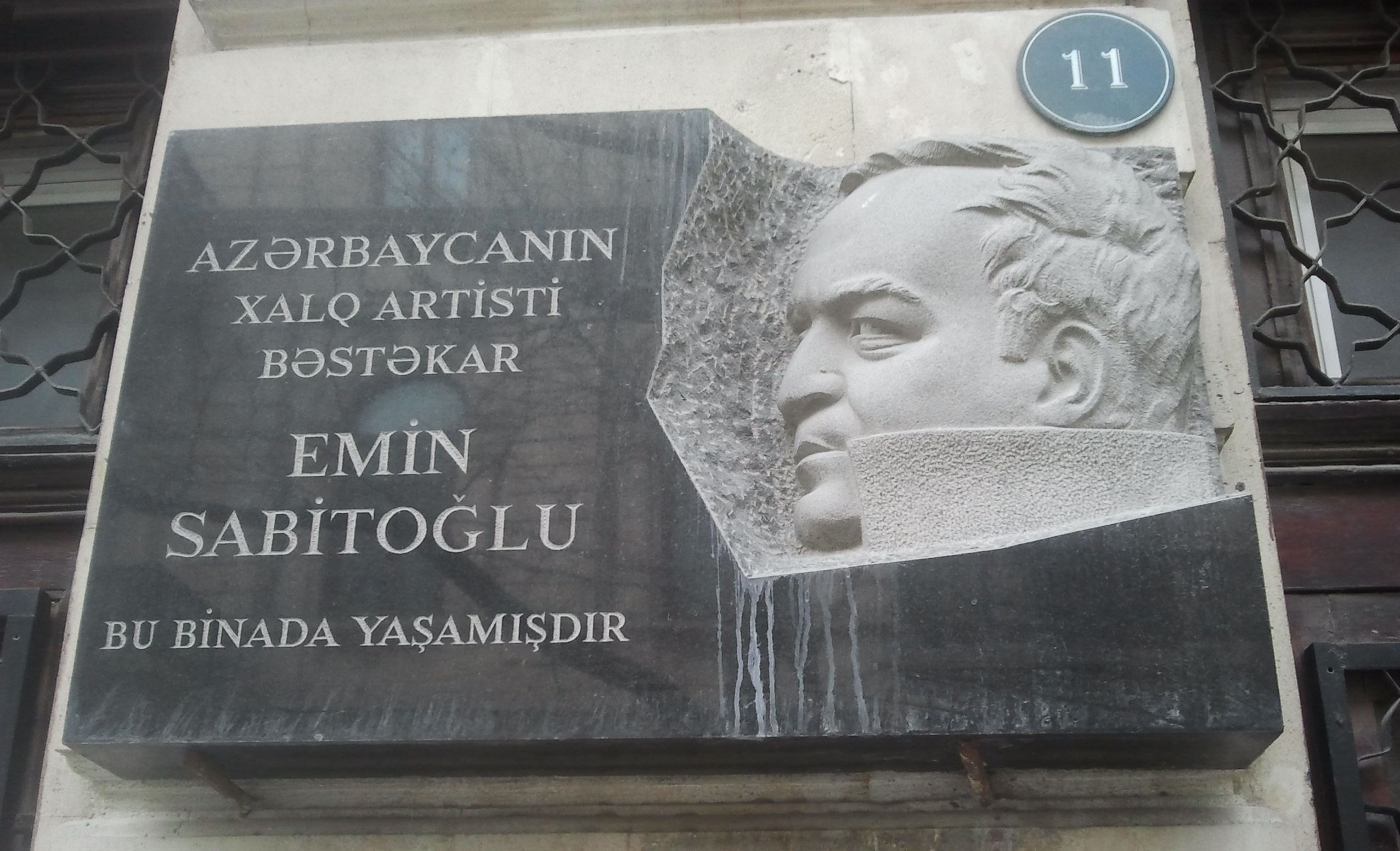
نصب تذكاري لأمين ثابت أوغلي

- وسام «شهرة» (أذربيجان)

### كملحن
- «كور» (فيلم، 1963)
- «الطرق والشوارع» (فيلم، 1963)
- «البحر» (فيلم، 1965)
- «الشعلة الصداقة» (فيلم، 1965)
- «براعة هذه هي الأبدية» (فيلم، 1965)
- «في بلد ألأصدقاء» (فيلم، 1966)
- «صندوق البريد» (فيلم، 1967)
- «كوستال غاردن» (فيلم، 1967)
- «المعلم جيبيش» (فيلم، 1969)
- «زهرة المطر» (فيلم، 1971)
- «لقد مر اليوم» (فيلم، 1971)
- «الحب الأول للطفل» (فيلم، 1974)
- «داده غورغود» (فيلم، 1975)
- «عيد ميلاد» (فيلم، 1977)[3]
- «إستينتاق» (فيلم، 1979)
- «بارك» (فيلم، 1984)
- «تحمينة» (فيلم، 1993)

### كممثل
- «َيوبيل لدانته» (فيلم،1978) (فيلم فني كامل طول)
- «عمر آخر» (فيلم، 1987) (فيلم فني كامل طول)
- «تحمينة» (فيلم، 1933) (فيلم فني كامل طول)

### الفيلم عنه
- «لقد مر اليوم» (فيلم، 1971)

## روابط خارجية
- أمين ثابت أوغلي على موقع IMDb (الإنجليزية)
- أمين ثابت أوغلي على موقع ديسكوغز (الإنجليزية)